# Jiangxigou (sockenhuvudort i Kina, Qinghai Sheng, lat 36,63, long 100,27)
Jiangxigou (kinesiska: 江西沟, 江西沟乡) är en sockenhuvudort i Kina. Den ligger i provinsen Qinghai, i den nordvästra delen av landet, omkring 130 kilometer väster om provinshuvudstaden Xining. Antalet invånare är 6 116. Befolkningen består av 3 064 kvinnor och 3 052 män. Barn under 15 år utgör 27,0 %, vuxna 15-64 år 67 %, och äldre över 65 år 4,0 %.
Runt Jiangxigou är det mycket glesbefolkat, med 7 invånare per kvadratkilometer. Trakten runt Jiangxigou består i huvudsak av gräsmarker.
Genomsnittlig årsnederbörd är 407 millimeter. Den regnigaste månaden är juli, med i genomsnitt 115 mm nederbörd, och den torraste är december, med 2 mm nederbörd.